# Gelbfüßige Bodentermite
Die Gelbfüßige Bodentermite (Reticulitermes flavipes) ist eine Termitenart aus der Familie der Rhinotermitidae. Sie wird vier bis fünf Millimeter lang und zerstört verbautes Holz.

## Kolonien
Die Kolonien der Gelbfüßigen Bodentermite können 20.000 bis 5 Millionen, im Durchschnitt 300.000 Arbeiter enthalten. Sie werden im Erdboden unterhalb der Frostgrenze angelegt. Nebennester können auch über dem Erdboden liegen. Diese müssen jedoch Kontakt zu einer Feuchtigkeitsquelle wie zum Beispiel einem Leck in einem Wasserrohr haben. Oft werden Schutzröhren zwischen der Kolonie und den Nahrungsquellen angelegt.

## Verbreitung
Die Gelbfüßige Bodentermite kommt im Osten Nordamerikas und nördlich bis nach Ontario, Kanada und nach Süden bis nach Key Largo in Florida vor. Sie wurde in Holz aus Nordamerika per Schiff nach Deutschland eingeschleppt. Sie wurde erstmals 1937 in Hamburg und 1966 in München nachgewiesen.

## Nahrung
Die Gelbfüßige Bodentermite kann alle Materialien, die aus Zellulose bestehen, als Nahrung verwerten, also Holz, Papier und Baumwolle. Mitunter frisst sie die Wurzeln von Bäumen und Sträuchern an.
Die hypermastigoten Flagellaten Spirotrichonympha sp. und Trichonympha
sp. leben ausschließlich in dieser Termitenart. Sie spalten die Zellulose und machen sie so erst für die Termite verwertbar.